# Dorita Orbegoso
Dora Lisbeth Orbegoso Otero (Lima, 17 de julio de 1987), conocida por su nombre artístico Dorita Orbegoso, es una personalidad de televisión, bailarina y modelo peruana, que ha destacado en programas de televisión de su país.

## Biografía
Dora Lisbeth Orbegoso Otero nació el 17 de julio de 1987 en Lima.[cita requerida] Vivió sus primeros años junto a sus padres y hermanos en la ciudad de Pisco, quedando años más tarde huérfana cuando su madre fallece en un accidente automovislístico.
A los quince años, participó en el concurso de belleza Señorita Pisco 2002, quedando finalmente como ganadora. Cumpliendo la mayoría de edad, se muda a su ciudad natal inicialmente para trabajar como anfitriona.[cita requerida]
En el año 2006, inició su carrera artística como bailarina de las bandas musicales Alma Bella y La Nueva Tentación de Chincha.[cita requerida] Al año siguiente, Orbegoso participa por primera vez en televisión nacional sumándose al elenco del programa Astros de la risa como actriz cómica compartiendo roles junto a Gordo Casaretto, Arturo Álvarez y Miguel Barraza.
Tras la cancelación del dicho espacio, ingresa al reparto principal de la otra producción local Recargados de risa en el año 2009, permaneciendo por varias temporadas.[cita requerida] Seguidamenre, forma el grupo musical femenino «Las Muñecas de la Tele» con las actrices cómicas Leslie Moscoso, Jhoanny Vegas y Lizeth Campano, con quiénes años más tarde hicieron su reencuentro en 2016.
En el 2014, se incluye al reparto del programa  humorístico El especial del humor junto a la actriz cómica Mariella Zanetti. A la par, participó en el reality show Bienvenida la tarde en el rol de competidora hasta el final del programa en 2015. Además fundó su propio salón de belleza, ubicado en el distrito de Los Olivos de la capital peruana Lima, operando en la actualidad y tuvo una breve participación en el programa de telerrealidad Combate en 2017.
Tras ponerle pausa a su carrera televisiva por su enfoque a su vida personal, Orbegoso anunció su regreso concursando en el reality de baile Reinas del show en 2019 logrando así finalmente su paso a la final de la temporada sin éxito y fue incluida al reparto del programa cómico Jirón del humor en el año 2023, compartiendo segmentos junto a los comediantes Chino Risas, José Luis Cachay, el Mostrito de la Risa y Michael «Pato» Ovalle. Además participó en el videoclip del tema musical «Farsante», interpretado por el grupo musical Zona Libre en 2022.
En 2023 se integró al programa web La casa de la comedia. Al año siguiente, participó en el reality culinario El gran chef famosos y fue invitada ocasional de otros programas de televisión como América hoy, donde da su opinión sobre los temas y controversias de la farándula.

## Televisión
| Año       | Título                | Rol                            | Emisión                 | Ref.             |
| --------- | --------------------- | ------------------------------ | ----------------------- | ---------------- |
| 2007-2008 | Astros de la risa     | Actriz cómica y varios roles   | Panamericana Televisión | [ 4 ]            |
| 2009-2011 | Recargados de risa    | Actriz cómica y varios roles   | América Televisión      | [cita requerida] |
| 2012-2013 | Risas de América      | Actriz cómica y varios roles   | América Televisión      | [cita requerida] |
| 2014      | La paisana Jacinta    | Actriz cómica y varios roles   | Frecuencia Latina       | [cita requerida] |
| 2014      | El especial del humor | Actriz cómica y varios roles   | Frecuencia Latina       | [ 8 ]            |
| 2014-2015 | Bienvenida la tarde   | Competidora                    | Latina Televisión       | [ 9 ]            |
| 2016      | El gran show          | Participante (Sexta eliminada) | América Televisión      | [ 6 ]            |
| 2017-2018 | Combate               | Competidora                    | ATV                     | [ 10 ] [ 16 ]    |
| 2019      | Reinas del show       | Participante (Cuarto lugar)    | América Televisión      | [ 11 ]           |
| 2021      | Al sexto día          | Invitada especial              | Panamericana Televisión | [cita requerida] |
| 2023      | Jirón del humor       | Actriz cómica y varios roles   | Latina Televisión       | [ 13 ] [ 12 ]    |
| 2024      | El gran chef famosos  | Participante                   | Latina Televisión       | [cita requerida] |